# Palais Palugyay
Le Palais Palugyay (Palugyayov/Paluďaiho palác ou Palugyaiho dom en slovaque ; Palugyayi-ház en hongrois) est un palais de style néo-Renaissance du XIXe siècle. Il est situé à Bratislava en actuelle Slovaquie, au 1 de la rue de Prague (Pražská 1, Bratislava).

## Histoire
Il est créé par l'architecte Ignaz Feigler (1820-1894) à Bratislava, alors en Autriche-Hongrie, en 1873–1879 mais l'aménagement du complexe se prolonge jusqu'en 1918, pour Jacob von Palugyay (1819-1886). Ce dernier était un entrepreneur et un négociant-fabricant de vin. Le palais comprenait des caves à vin et était le centre du vignoble Palugyay (Chateau Palugyay en hongrois, Paluďaiov zámok en slovaque).
Il est rénové en 2002 et est dès lors le siège du ministère des Affaires étrangères de la République slovaque.

### Le vignoble
Le Château Paluguay est un domaine viticole près de Presbourg qui donna des vins estimés. La famille Palugyay, alors au service des princes Grassalkovich (hu), s'installe à Bratislava au milieu du XIXe siècle. Jacob von Palugyay (1819-1886) crée le commerce sous la marque Château Palugyay. Ses vins de grande qualité sont exportés dans les cours impériales et royales d'Europe : en Belgique, Espagne, Roumanie, Serbie etc. Il en est livré également à l'armée russe, au Japon, au Mexique, au Brésil et aux États-Unis. Le tristement célèbre paquebot Titanic servait aussi du Château Palugyay. La famille vend le vignoble à la fin de la Première Guerre mondiale. Il est nationalisé après la Seconde Guerre mondiale.

« Ce vin, [...], est singulièrement délicat, pur, bien fait, et possède pour le connaisseur des qualités équivalentes à celles du très haut de gamme de Bourgogne. Un producteur français expérimenté a d'ailleurs récemment été trompé après que nous lui en ayons présenté. »

— Extrait du The London Medical Record, 15 décembre 1880, revue sur le Château Paluguay.

« Si le vin Château Paluyay maintient le haut niveau de l'échantillon qui a été soumis à notre examen, [...] il gagnera certainement la faveur des médecins, des patients et du public. »

— Extrait du The Sanitary Record, 15 janvier 1881.

## Prix
- Grand Prix de Paris en 1900.
- Médaille d'argent au Mundus Vini à Neustadt (Grand Prix International du Vin) en 2011 avec un Gewürztraminer 2009.

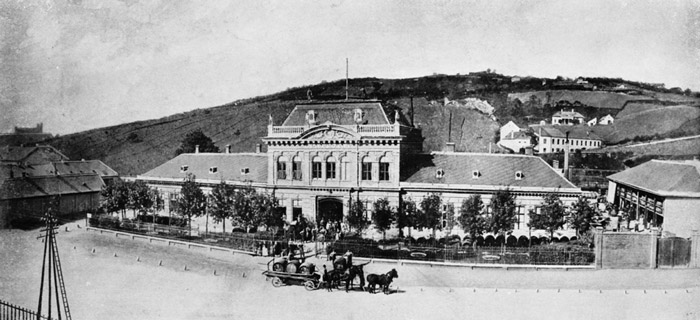
Photo du palais, fin XIXe siècle. Sont visibles les vignes à l'arrière plan.